# Чос-Малаль (департамент)
Департамент Чос-Малаль  (исп. Departamento de Chos Malal) — департамент в Аргентине в составе провинции Неукен.
Территория — 4330 км². Население — 15256 человек. Плотность населения — 3,50 чел./км².
Административный центр — Чос-Малаль.

## География
Департамент расположен на севере провинции Неукен.
Департамент граничит:
- на севере — с провинцией Мендоса
- на востоке — с департаментом Пеуэнчес
- на юге — с департаментом Ньоркин
- на западе — с департаментом Ньоркин

## Демография
По данным Национального института статистики и переписи населения в Аргентине на 2010 год численность жителей департамента была 15 256 против 14 185 человек в 2001 году, что составило рост на 7,6%.

## Административное деление
Департамент включает 4 муниципалитета:
- Чос-Малаль
- Трикао-Малаль
- Коюко-Кочико
- Вилья-дель-Кури-Леуву

## Важнейшие населенные пункты[3]
| № | Населённый пункт      | Населённый пункт (исп.) | Категория | Население чел. (2010) | На карте                        |
| - | --------------------- | ----------------------- | --------- | --------------------- | ------------------------------- |
| 1 | Чос-Малаль            | Chos Malal              | город     | 13092                 | 37°22′45″ ю. ш. 70°16′17″ з. д. |
| 2 | Трикао-Малаль         | Tricao Malal            | поселок   | 533                   | 37°02′39″ ю. ш. 70°19′25″ з. д. |
| 3 | Коюко-Кочико          | Coyuco-Cochico          | поселок   | 319                   | 36°29′01″ ю. ш. 70°13′21″ з. д. |
| 4 | Вилья-дель-Кури-Леуву | Villa Curí Leuvú        | поселок   | 148                   | 37°07′50″ ю. ш. 70°23′55″ з. д. |

## Общины
- Каепе-Малаль
- Чапуа
- Коста-Тилуе
- Эль-Аламито
- Ла Салада
- Лонко Вака
- Лос-Менукос